# Vladímir Dudíntsev
Vladímir Dmítriyevich Dudíntsev (en ruso, Влади́мир Дми́триевич Дуди́нцев; Kúpiansk, gobernación de Járkov, RSS de Ucrania, 29 de julio de 1918 - Moscú, Rusia, 23 de julio de 1998), escritor en idioma ruso. Su disidencia con el régimen estalinista le costó graves penurias durante casi toda su vida.

## Biografía
Dudíntsev era hijo de un funcionario zarista, ejecutado tras la Revolución de Octubre. Sin embargo, gozó de una posición desahogada durante su juventud, y estudió Derecho en Moscú. Combatió durante la Segunda Guerra Mundial; a su regreso del conflicto abandonó la carrera jurídica y se puso a escribir. Su primera obra fue No sólo de pan vive el hombre (1956), que representaba una dura crítrica al burocratismo; cosechó tanto adhesiones como severas críticas, entre ellas la amonestación pública de Nikita Jrushchov. La condena lo sumió en la pobreza. En 1960, publicó Cuento del año nuevo y en 1964 El soldado desconocido. Con el proceso de apertura soviético, en 1988 publicó Los vestidos blancos, en torno a las investigaciones científicas sobre biología en el período estalinista.
Por la obra recibió finalmente el Premio Nacional de Literatura de la URSS, en pleno auge de la perestroika. Falleció en su departamento en Moscú en 1998.

## Adaptaciones cinematográficas
- Películas basadas en sus obras